# Сивак Оксана Василівна
Оксана Василівна Сивак (нар. 7 травня 1974, Галузинці, Хмельницька область) — українська громадська діячка, організаторка галузі охорони здоров'я України, лікарка, (2018-2023) директорка Міжнародного інституту післядипломної освіти, радниця Міністра у справах ветеранів України, заступниця Міністра у справах ветеранів України з питань європейської інтеграції, директорка Українського інституту травматерапії.

## Життєпис
Оксана Сивак народилася 7 травня 1974 в селі Галузинці Хмельницької області. 1993-1999 навчалася у Національному медичному університеті О. О. Богомольця за спеціальністю лікар.
Навчалася на інтернатурі у Національному медичному університеті О. О. Богомольця на інтернатурі за спеціальністю акушерство та гінекологія, з 1999 по 2001 рік, де отримала кваліфікацію лікар акушер-гінеколог.
2019—2020 навчалася у Національний університет охорони здоров'я України імені Платона Шупика за спеціальністю онкологія.
Також навчалася у Національний університет охорони здоров'я України імені Платона Шупика за спеціальністю фізична та реабілітаційна медицина з 2020 по 2021 рік.
У Національний університет охорони здоров'я України імені Платона Шупика здобула кваліфікацію Магістр за спеціальністю публічне управління та адміністрування в період з 2021 по 2022 рік.
2001—2017 працювала лікаркою в КМКЛ № 1, Центр репродуктивної медицини, м. Київ.
2016—2017 Заступниця Міністра охорони здоров'я з питань європейської інтеграції.
2021—2023 Заступниця директора в ДНП Національний інститут раку, де відповідала за реабілітацію та інноваційні методи лікування.
Працювала на посаді директора ТОВ «Міжнародний інститут післядипломної освіти» в період з 2018 року по грудень 2023 року.
З 2020 року по теперішній час — членкиня Правління ГО «Асоціація психологічного консультування та травмтатерапії».
З 2023 року увійшла до Наглядової ради Українського ветеранського фонду як нова членкиня.
Заступниця Міністра у справах ветеранів України з питань європейської інтеграції з 2023 по 2024 рік.
У 2024 році в Україні створено перший Український інститут травматерапії, який очолила Оксана Сивак.

## Особисте життя
Одружена Олексієм Сиваком, має двох дітей. 

## Кар'єра

### Громадська діяльність
У 2014—2016 роках була Головою Правління громадської організації «Ініціатива E+»;
У 2020 році разом з Ольгою Запорожець заснувала громадську організацію «Асоціація психологічного консультування та травматерапії».

### Інша діяльність
Була однією з керівників Медичної служби Майдану під час Революції Гідності, відтоді активно займається волонтерською діяльністю.
У 2015 році згуртувала та очолила команду експертів у сфері фізичної та реабілітаційної медицини, яка впродовж 5 років працювала над створенням моделі сучасної системи реабілітації в охороні здоров'я. Входила до робочої групи щодо підготовки законодавчих змін у цій сфері. Як результат, в 2020 році парламентом був прийнятий Закон України «Про реабілітацію у сфері охорони здоров'я».
У 2017 році за підтримки Посольства Чеської республіки в Україні створила відділення фізичної реабілітації при Київській обласній клінічній лікарні.
У 2023 році залучила фінансування Благодійний фонд «Запорука» та колектив і відкрила перше реабілітаційне відділення при онкологічному медичному закладі в Національному інституті раку.

## Нагороди
- Орден княгині Ольги III ступеня[12]
- «Подяка за визначні досягнення та сумлінну працю», Верховна Рада, Україна, червень 2022 року.
- «Подяка за мужність та професійну самовідданість, виявлені під час Революції гідності (листопад 2013-лютий 2014 років)» від Київського Міського Голови, В.Кличка, № 91640 від 20 лютого 2015 р.
- «Подяка за вагомі досягнення у сфері діяльності та сумлінну працю», наказ МОЗ України № 64-КМ, травень 2015 року.